# Pesanggrahan (Dżakarta Południowa)
Pesanggrahan – dzielnica Dżakarty Południowej. Zamieszkuje ją 201 255 osób.

## Podział
W skład dzielnicy wchodzi pięć gmin (kelurahan):
- Ulujami – kod pocztowy 12250
- Petukangan Utara – kod pocztowy 12260
- Petukangan Selatan – kod pocztowy 12270
- Pesanggrahan – kod pocztowy 12320
- Bintaro – kod pocztowy 12330